# Eugenia Gutsul
Evghenia Gutsul (em gagauz: Evgeniya Gutsul; 5 de setembro de 1986, aldeia de Etulia, RSS da Moldávia, URSS), também traduzido como Yevgenia Gutsul (em russo:  Евгения Гуцул) e Eugenia Gutsul, é uma jurista e política gagauziana da Moldávia, que atua como governadora da Gagauzia desde 19 de julho de 2023.
Como Governadora, ela tem procurado estreitar relações com a Rússia. Após a proibição do seu partido pelas autoridades moldavas, ela é uma independente.